# ژان-پیر ورمتن
ژان-پیر ورمتن (فرانسوی: Jean-Pierre Vermetten‎؛ زادهٔ ۶ فوریهٔ ۱۸۹۵ - درگذشته نامشخص) بازیکن واترپلو و شناگر اهل بلژیک بود.